# Lithobates miadis
Lithobates miadis är en groddjursart som först beskrevs av Barbour och Arthur Loveridge 1929.  Lithobates miadis ingår i släktet Lithobates och familjen egentliga grodor. IUCN kategoriserar arten globalt som sårbar. Inga underarter finns listade i Catalogue of Life.